# Mistrovství světa v judu 1982
2. mistrovství světa žen se konalo v Stade Pierre de Coubertin v Paříži ve dnech 4.-5. prosince 1982.

## Program
- SOB - 04.12.1982 - těžká váha (+72 kg)
- SOB - 04.12.1982 - polotěžká váha (−72 kg)
- SOB - 04.12.1982 - střední váha (−66 kg)
- SOB - 04.12.1982 - polostřední váha (−61 kg)
- NED - 05.12.1982 - lehká váha (−56 kg)
- NED - 05.12.1982 - pololehká váha (−52 kg)
- NED - 05.12.1982 - supelehká váha (−48 kg)
- NED - 05.12.1982 - bez rozdílu vah

## Výsledky
| Kategorie | Zlato                       | Stříbro                         | Bronz                       | Bronz                       |
| --------- | --------------------------- | ------------------------------- | --------------------------- | --------------------------- |
| −48 kg    | Karen Briggsová (GBR)       | Marie-France Collignonová (FRA) | Jola Binková (NED)          | Hitomi Nakaharaová (JPN)    |
| −52 kg    | Loretta Doyleová (GBR)      | Kaori Jamagučiová (JPN)         | Christina-Ann Boydová (AUS) | Pascale Dogerová (FRA)      |
| −56 kg    | Béatrice Rodriguezová (FRA) | Suzanne Williamsová (AUS)       | Eve Aronoffová (USA)        | Diane Bellová (GBR)         |
| −61 kg    | Martine Rottierová (FRA)    | Inger Lise Solheimová (NOR)     | Jeannine Peetersová (BEL)   | Gabriele Ritschelová (FRG)  |
| −66 kg    | Brigitte Deydierová (FRA)   | Karin Krügerová (FRG)           | Heidi Andersenová (NOR)     | Anita Stapsová (NED)        |
| −72 kg    | Barbara Claßenová (FRG)     | Ingrid Berghmansová (BEL)       | Karin Poschová (AUT)        | Jocelyne Triadouová (FRA)   |
| +72 kg    | Natalina Lupinová (FRA)     | Margaret Castrová (USA)         | Marjolein van Unenová (NED) | Maria Teresa Mottaová (ITA) |